# 13239 Kana
13239 Kana este un asteroid din centura principală de asteroizi.

## Descriere
13239 Kana este un asteroid din centura principală de asteroizi. A fost descoperit pe 21 mai 1998 la Kuma Kogen de Akimasa Nakamura. El prezintă o orbită caracterizată de o semiaxă mare de 2,33 ua, o excentricitate de 0,25 și o înclinație de 2,8° în raport cu ecliptica.